# Walt Disney World Dolphin
El Walt Disney World Dolphin es un complejo hotelero ubicado entre Epcot y Disney's Hollywood Studios en Walt Disney World Resort en Bay Lake (Estados Unidos). Se encuentra situado frente a su complejo hermano, el Walt Disney World Swan. Ambos hoteles fueron diseñados por Michael Graves y están conectados por una pasarela cubierta bordeada de palmeras que cruza una laguna. The Dolphin (lit. El Delfín) abrió el 13 de enero de 1990 como parte de una empresa conjunta entre Walt Disney Company, Tishman Hotel Corporation, MetLife y Starwood Hotels and Resorts, que se fusionó con Marriott International en 2019. El terreno que ocupa el resort es propiedad de Walt Disney Company, mientras que los edificios en sí son alquilados por Disney a Tishman Hotel Corporation y MetLife, pero operados por Marriott International bajo la marca Sheraton Hotels and Resorts. Walt Disney World Swan and Dolphin es parte de la colección de resorts Walt Disney; Debido a esto, tienen la marca Disney y los huéspedes del resort tienen acceso a los beneficios especiales de Disney disponibles solo para los huéspedes de Disney Resort Hotel.
Los dos hoteles comparten  elementos similares, pero cada uno tiene una apariencia distintiva. El Dolphin se compone de una torre triangular de 78 m de altura que divide en dos una masa rectangular de 12 pisos con cuatro alas de 9 pisos en el lado del cisne de la estructura. El techo de cada mitad de la masa principal está adornado con una estatua de delfines de 17 m de altura. En la fachada principal de color hay un patrón de hoja de plátano turquesa que se repite en un patrón de onda similar en el Cisne.
Las estatuas en la parte superior del hotel Dolphin no son delfines mamíferos, sino una versión estilizada de un delfín náutico, un símbolo común utilizado en los mapas náuticos del Viejo Mundo. El diseño de las criaturas se basa en la Fuente de Tritón en Roma.
En 2008, The Walt Disney Dolphin Resort recibió la Designación One Palm a través del Programa Florida Green Lodging establecido por el Departamento de Protección Ambiental de Florida.

## Historia
A fines de la década de 1980, Disney vio que estaba perdiendo negocios debido a los hoteles del área que atendían convenciones y grandes reuniones, por lo que Michael Eisner decidió construir un hotel orientado a convenciones cerca de Epcot. The Tishman Group, el contratista que fue contratado para construir Epcot y que también tenía hoteles en la cercana zona hotelera de Disney, afirmó que el acuerdo con Epcot les otorgaba derechos exclusivos para operar hoteles de convenciones en la propiedad de Disney, por lo que Disney se asoció con Tishman para desarrollar el Complejo de cisnes y delfines. El Swan fue administrado por Westin Hotels & Resorts y el Dolphin por Sheraton Hotels & Resorts. Eisner había utilizado Graves para otros proyectos de la empresa y quería seguir construyendo edificios llamativos y únicos.
Tishman y MetLife son dueños de los edificios, pero tienen un contrato de arrendamiento de 99 años sobre el terreno de Disney. Disney también recibe una parte de los ingresos del hotel y tiene voz en cualquier cambio de diseño o arquitectura en el interior o exterior de los edificios.